# Rambler
Un rambler és la persona que es dedica a la compra i venda d'animals de peu rodó: cavalls, mules i rucs.
Es tracta d'un ofici desaparegut en la seva forma clàssica, si bé encara hi ha ramblers vivents que el practicaren tota la vida. Tradicionalment era un ofici ambulant. Els ramblers anaven a les fires, procurant comprar a bon preu on hi havia excés d'oferta i vendre més car quan la demanda ho permetia. També se'ls coneixia com a firandants.

## Etimologia
Segons el Diccionari etimològic i complementari de la llengua catalana, de Joan Coromines, "rambler" deriva de "rambla".
El Diccionari català-valencià-balear, d'Alcover-Moll, la paraula vindria de l'occità.
Una teoria no documentada apunta a la deformació de "ramaler" a partir de "ramal" (corda que serveix per a menar un equí, lligada a un cabestre o unes morralles).

## Influència social
Per la seva manera de viure (viatjant contínuament, transportant mercaderies valuoses i, a vegades, molts diners al comptat) els ramblers eren persones d'una certa consideració i, gairebé sempre, amb una gran experiència.
Hi ha moltes anècdotes històriques amb un rambler de protagonista. I alguna narració de la vida quotidiana.

## Un rei disfressat d'escuder d'un rambler
El rei Pere el Gran va anar al desafiament de Bordeus disfressat d'escuder i acompanyat, entre d'altres, per un veritable rambler, Domingo de la Figuera, de Saragossa.

## Vestimenta tradicional
En algunes fires, trobades o celebracions (Espinelves, Tres Tombs, ...) hi ha persones abillades a la manera tradicional dels ramblers. No hi pot faltar la faixa ni la típica brusa negra o blau fosc. Un rambler com cal anava sempre amb el bastó de l'ofici, un bastó de quinquillaina o tintillaina.

## Fires
La fira de Salàs de Pallars era una de les tres grans fires de bestiar de peu rodó que se celebraven a Catalunya; les altres eren les d'Organyà i Verdú. Totes tres han acusat fortament els canvis dels temps, i si la fira es continua celebrant és més per a mantenir una tradició, amb més voluntat que utilitat real de la fira.